# Sten Andersson (borgmästare)
Sten Andersson, död 1665 i Lindesberg, var en svensk bergmästare och borgmästare.
Om Sten Anderssons ursprung är endast känt att hans far Anders Stensson var bergsman i Linde. Som barn hade han tjänst hos "höga herrar", blev 1618 tiondeskrivare i Linde bergslag, förordnades 1633 till befallningsman över Nora och Lindes fögderi, en befattning han en tid skötte parallellt som tjänsten som bergmästare, vilket han blev 1637. Distriktet han skötte bestod av Nora, Linde och Värmlands järnbergslag samt Lerbäcks socken, dock avsöndrades Värmland efter en tid. Hans lön bestämdes av drottning Kristinas förmyndarregering till 450 daler, men ökade sedan till 600 daler. När Lindesberg fick stadsprivillegier utsågs Andersson till borgmästare varmed han blev den förste på den posten 1645, men överlämnade posten sedan till sin son Anders Stensson 1652.
I instruktionerna för bergmästaresysslan framgör att Andersson hade att tillse och kontrollera såväl kronans som privata gruvbrytningar samt smidesverk.
Han var först bosatt i Lindesås, men flyttade sedan till Dalkarlshyttan. Där ombyggde an stångjärnbruket, och 1648 fick han Bergskollegiets godkännande att få bergsfrälsefrihet på bruket. Drottning Kristina donerade flera gods till honom som uppgick till flera mantal i trakten. Han var verksam i Karlskoga socken som han omvandlade till bergslag.
Sten Andersson var gift två gånger, Första hustrun hette Elin. Elin dog före 1630. Andra hustrun hette Elisabet Svensdotter. Sten Andersson hade flera barn.. I första äktenskapet föddes Anders Stensson och en dotter Anna Stensdotter. Anders Stensson m blev borgmästare och riksdagsman samt ägde Iskarbo hammar. Dottern Anna var gift med bergsfogden Lars Castensson i Lindesberg. En dotter Johanna var gift med en hammarsmedsmästare i Nora. I andra äktenskapet föddes Joel Stensson som blev bergmästare, Daniel som övertog Dalkarlshyttan, Magnus som var bokhållare, Göran som var kronobefallningsman, Kristina gift med kyrkoherde Grisler, Magdalena gift med en fältskär, Kristoffer som var befallningsman, och Johan som adlades Hammarström.